# Občanská válka v Kolumbii
Občanská válka v Kolumbii je označení pro ozbrojený konflikt mezi kolumbijskou vládou a tamními povstaleckými skupinami, z nichž nejznámější jsou Revoluční ozbrojené síly Kolumbie (FARC) a Národní osvobozenecká armáda (ELN). Na straně vlády však stojí Spojená sebeobrana Kolumbie (AUC), jejíž členové zastávají bohatší vrstvy obyvatel a kartely. Počátky odporu vůči vládě započaly v roce 1948, kdy byl zavražděn populistický politik Jorge Eliécer Gaitán, což vedlo k občanské válce, tzv. La Violencia (česky „Násilí“). Konflikt začal o osmnáct let později založením právě FARC v roce 1964 vůdcem Pedrem Antoniem Marínem.
Koncem srpna 2016 byla v Havaně mezi zástupci kolumbijské vlády a FARC podepsána mírová dohoda, která ale těsně neprošla říjnovým referendem.